# Сьрем (гміна)
Гміна Сьрем (пол. Gmina Śrem) — місько-сільська гміна у північно-західній Польщі. Належить до Сьремського повіту Великопольського воєводства.
Станом на 31 грудня 2011 у гміні проживало 41188 осіб.

## Територія
Згідно з даними за 2007 рік площа гміни становила 206.19 км², у тому числі:
- орні землі: 71.00%
- ліси: 16.00%

Таким чином, площа гміни становить 35.88% площі повіту.

## Населення
Станом на 31 грудня 2011:
| Опис     | Загалом | Загалом | Чоловіки | Чоловіки | Жінки | Жінки |
| -------- | ------- | ------- | -------- | -------- | ----- | ----- |
| одиниця  | осіб    | %       | осіб     | %        | осіб  | %     |
| все      | 41188   | 100     | 20045    | 48.67    | 21143 | 51.33 |
| міське   | 30326   | 100     | 14571    | 48.05    | 15755 | 51.95 |
| сільське | 10862   | 100     | 5474     | 50.40    | 5388  | 49.60 |

## Сусідні гміни
Гміна Сьрем межує з такими гмінами: Бродниця, Дольськ, Занемишль, Ксьонж-Велькопольський, Курник, Кшивінь, Чемпінь.